# Colombischlössle

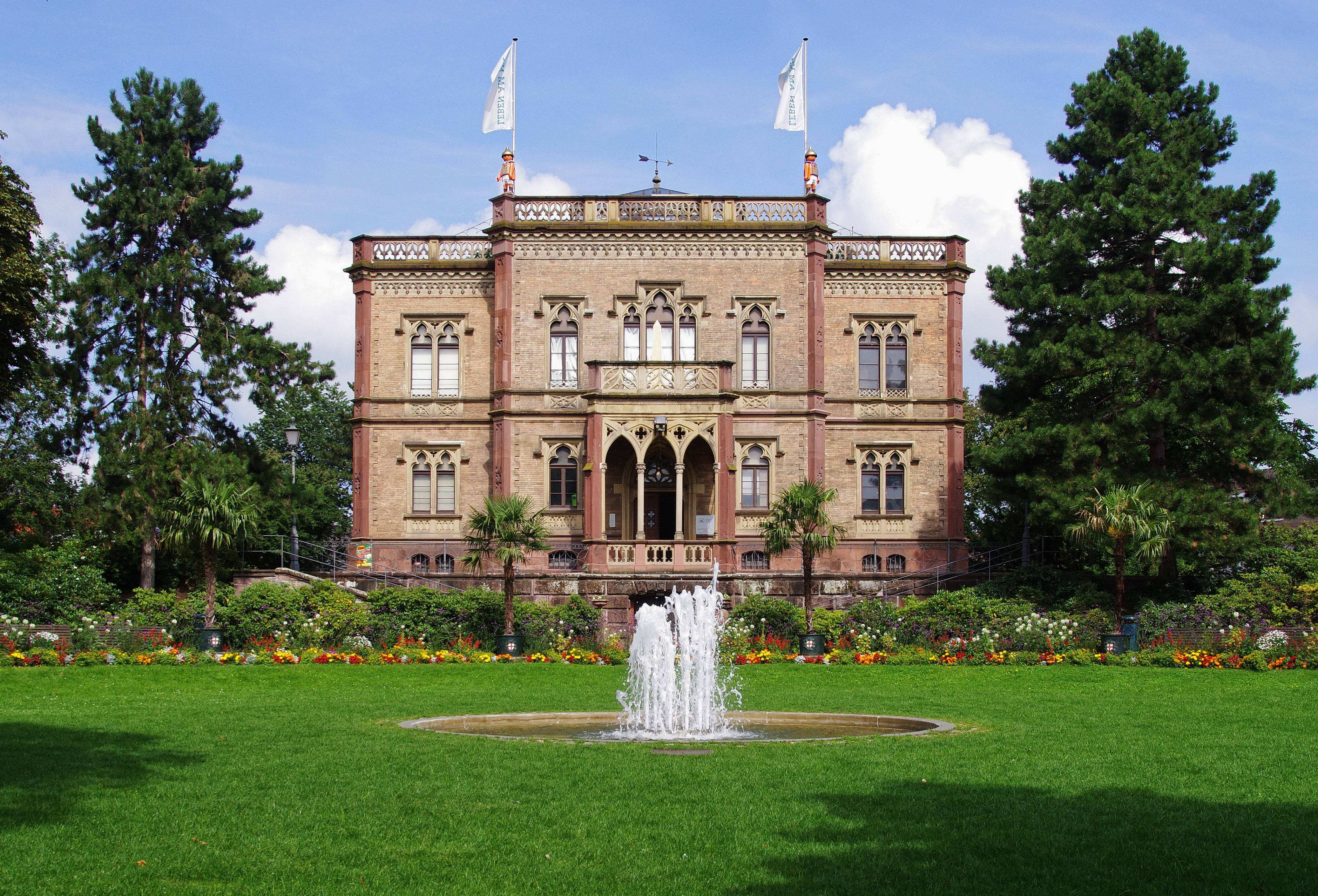
Colombischlössle von vorne

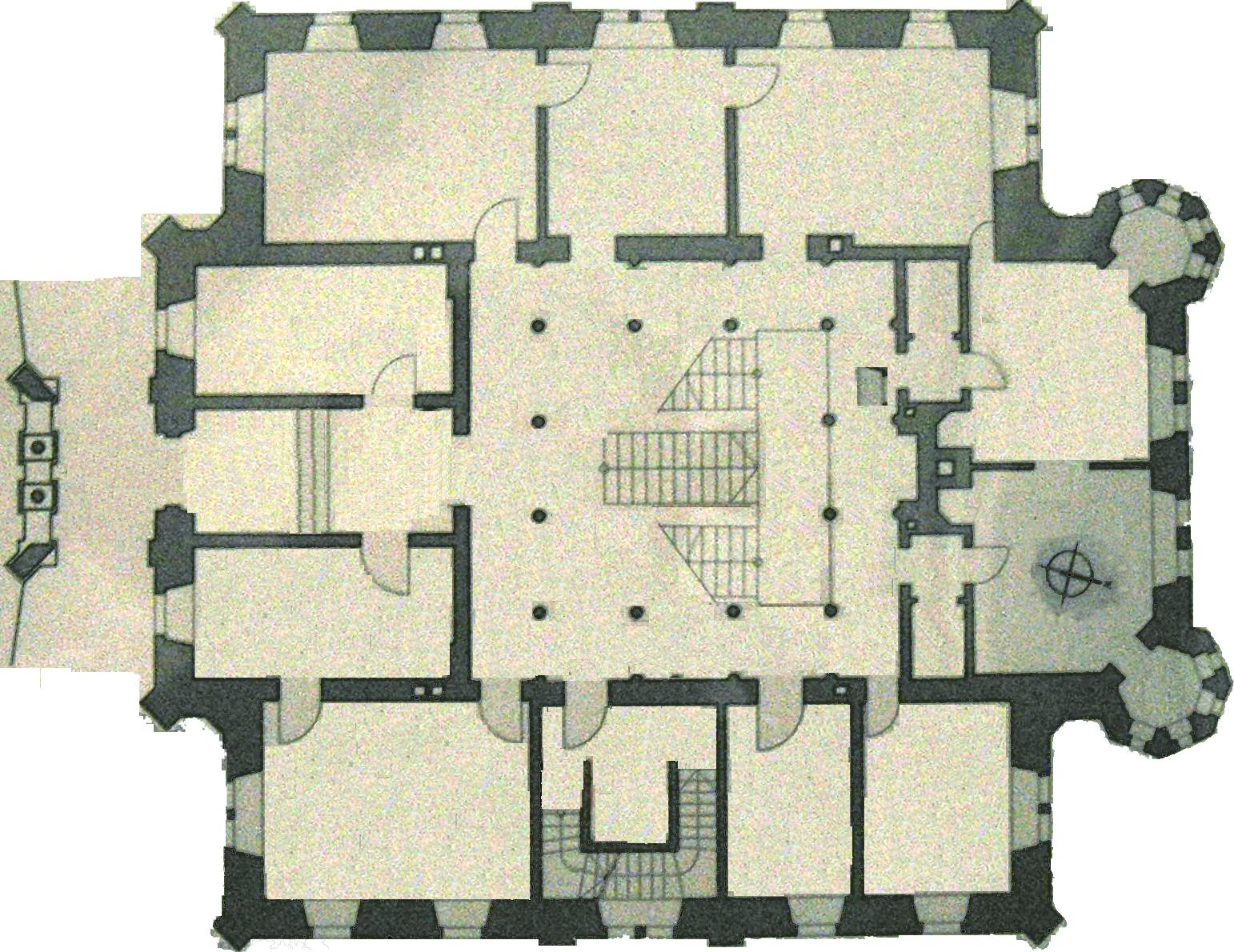
Grundriss Erdgeschoss

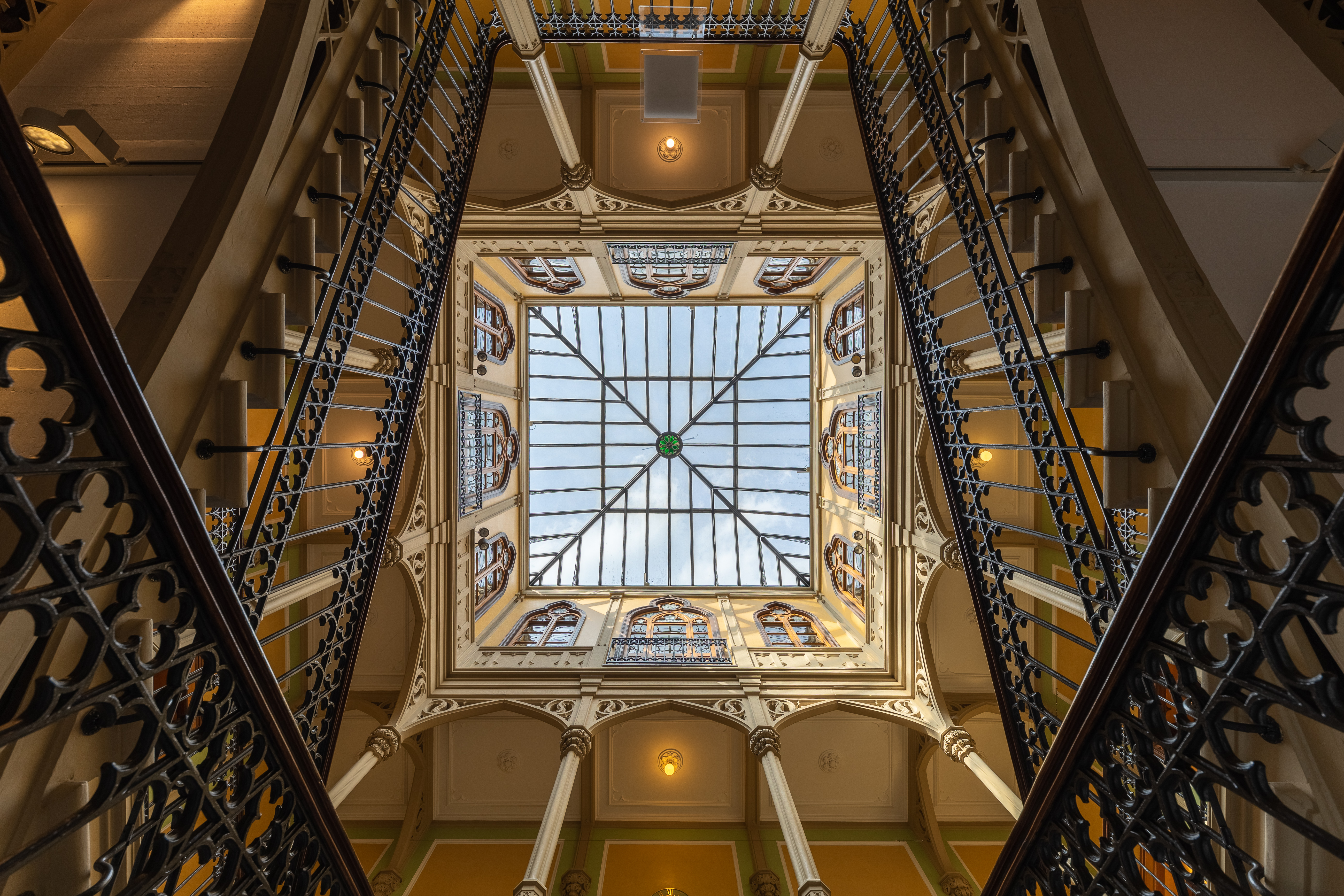
Das Treppenhaus im Gebäude

Das Colombischlössle, auch Villa Colombi, ist eine herrschaftliche Villa in der Altstadt von Freiburg im Breisgau, in dem das gleichnamige archäologische Museum untergebracht ist.

## Gebäude
Das Colombischlössle wurde 1859 bis 1861 auf dem Gelände der ehemaligen Bastion Saint Louis der Freiburger Stadtbefestigung errichtet, die auf 15 Meter aufgefüllt und zu einem Garten umfunktioniert worden war. Auftraggeberin war Gräfin Maria Antoni(et)a Gertrudis de Colombi y de Bode (1809–1863), die das Gebäude als Witwensitz erbauen ließ. Die Pläne entwarf der Freiburger Architekt Georg Jakob Schneider, der als Vorlage für seine historistische Villa den gotischen Tudorstil des englischen Mittelalters wählte. Inspiriert wurde Schneider dazu von seinem Lehrer Friedrich Eisenlohr, der ihn bereits Schloss Ortenberg in diesem Stil neu aufbauen ließ. Die Kosten beliefen sich auf ungefähr 300.000 Goldmark, 750 Goldmark pro Quadratmeter bebauter Fläche. Das historische Treppenhaus, die originalen Intarsienparkettböden und eine helle Glaskuppel verdeutlichen noch heute den einstigen Wohlstand der Bauherrin.
Johann Georg Thoma, ein Fabrikant aus Todtnau erwarb das Anwesen von den Erben und wandelte einen Teil davon in Bauland um. Zu dieser Zeit entstanden dort die Colombistraße und die Rosastraße, die nach seiner Frau benannt wurde. 1899 erwarb die Stadt Freiburg das Gebäude; von 1909 bis 1923 diente es als städtisches Kunstmuseum, später als Verwaltungsgebäude. Zudem unterhielt der Landesverein Badische Heimat hier eine Geschäftsstelle, da dessen Schriftführer, Max Wingenroth (1872–1922), der Leiter der Städtischen Sammlungen war. Von 1947 bis 1952 war das Colombischlössle Sitz der Staatskanzlei, der Landesregierung des Bundeslandes Baden unter Leo Wohleb.
Von 1952 bis zur Gründung des Verwaltungsgerichtshofes Baden-Württemberg in Mannheim 1958 war das Colombischlössle Sitz des Badischen Verwaltungsgerichtshofes. Nach dessen Auszug waren von 1959 bis 1977 die Freiburger Außenkammern des Oberlandesgerichts Karlsruhe untergebracht bis Raumnot den Neubau in der ehemaligen Deutschordenskommende in der Salzstraße notwendig machten. Seit einem Umbau 1983 ist das Archäologische Museum Colombischlössle (damals unter dem Namen Museum für Ur- und Frühgeschichte) im Colombischlössle untergebracht.
Seit 2003 sind das Colombischlössle und der Park als Kulturdenkmal ausgewiesen. Von Mai bis September 2014 war das Museum für Sanierungsarbeiten geschlossen, während derer das historische Glasdach neu abgedichtet und die Wände im Erdgeschoss frisch gestrichen wurden.
Das Colombischlössle befindet sich seit der Umgestaltung des Rotteckrings im März 2019 nahe der Haltestelle Fahnenbergplatz der Straßenbahnlinie 5. Dort befindet sich auch eine Station des Fahrradverleihsystems Frelo. Der FR 6 verläuft entlang des umgestalteten Rotteckrings.

## Park

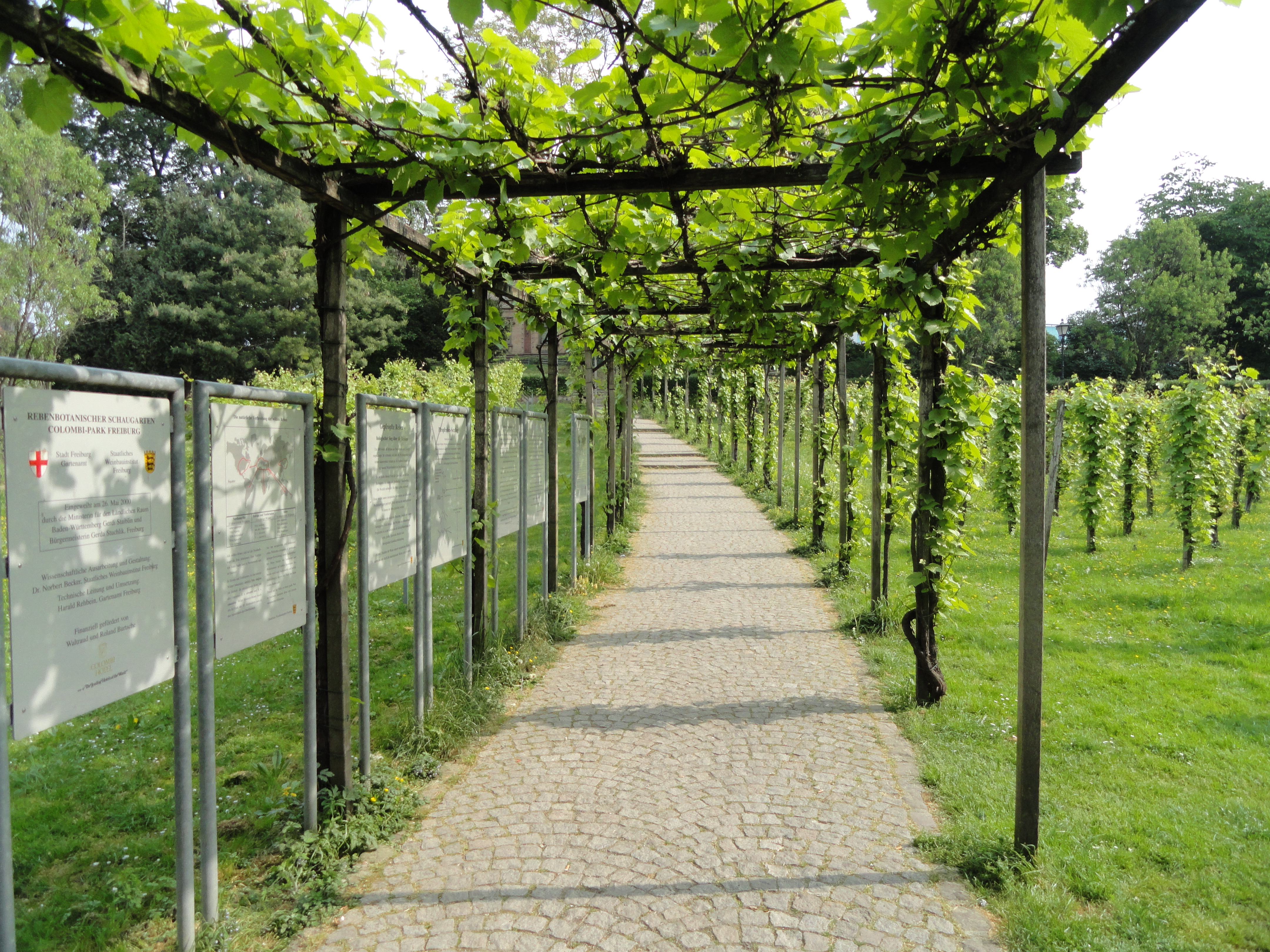
Der Weinlehrpfad im Park

Der im Stil eines englischen Landschaftsgartens mit exotischen Pflanzen und Bäumen sowie einem großen Springbrunnen angelegte Park des Colombischlössles wurde um 1860 fertiggestellt und ist seit 1906 öffentlich zugänglich. 1955 wurde er zum flächenhaften Naturdenkmal ernannt. Mitte Mai 1957 wurde gegenüber das Colombihotel eröffnet. Vor der Verkleinerung als Folge des Ausbaus des Rotteckrings 1962 besaß er eine Fläche von 1,5 Hektar, heute sind es noch 1,3 Hektar. Heute beinhaltet er einen Weinberglehrpfad. Im Park befindet sich neben einer weiblichen Skulptur der Schneckenreiter-Brunnen. Die Bronzeskulptur darauf stammt aus dem Jahr 1906, wurde vom Karlsruher Bildhauer Konrad Taucher (1873–1950) entworfen und vom Unternehmen Paul Stotz in Stuttgart gegossen. Der Freiburger Münsterbauverein erwarb das Stück auf der Karlsruher Jubiläumsausstellung für Kunst und Kunstgewerbe und übergab es in den Besitz der Stadt.
Von 2006 bis zur Umgestaltung des Rotteckrings im Zuge des Stadtbahnbaues befand sich im südöstlichen Teil des Parks eine Stahlplastik von Manfred Dörner aus dem Jahr 1978. Sie wurde 1978 von der Stadt Freiburg erworben und stand zuvor in der Kastanienreihe vor dem Schwarzen Kloster. Das Kunstwerk hat keinen Titel. Nach Abschluss der Arbeiten soll es wieder aufgestellt werden.

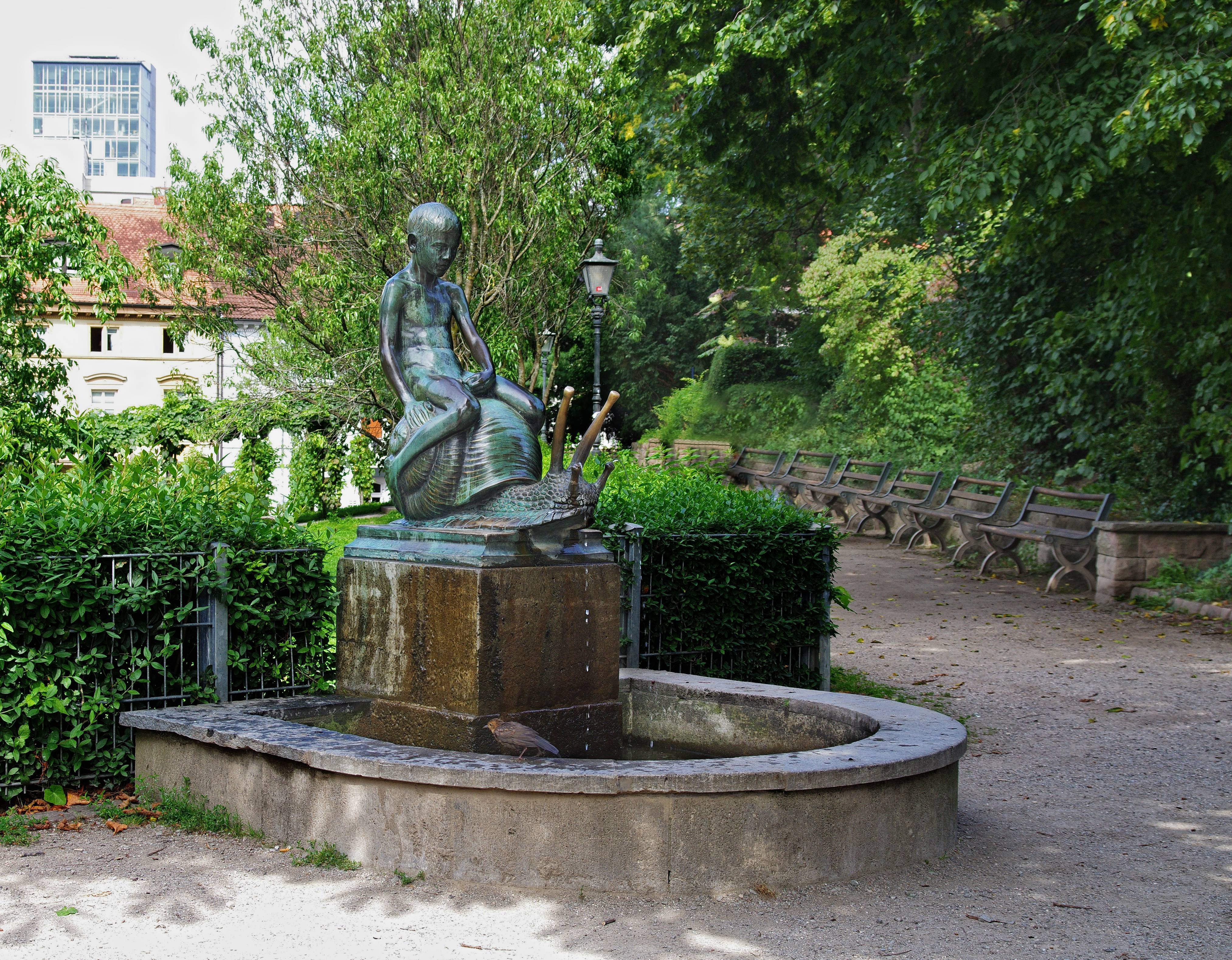
Schneckenreiterbrunnen (Konrad Taucher, 1906)
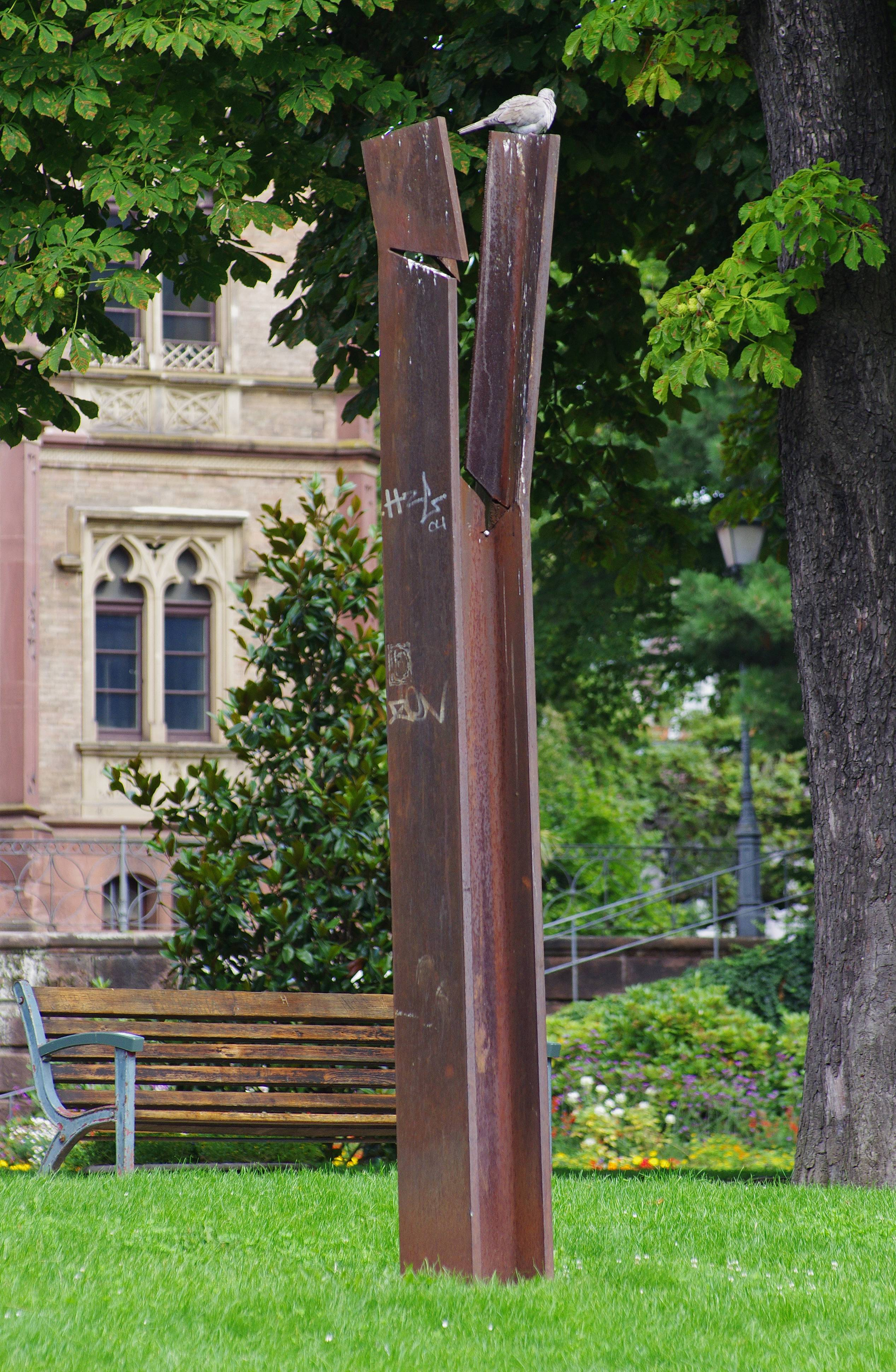
Stahlplastik (Manfred Dörner, 1978)
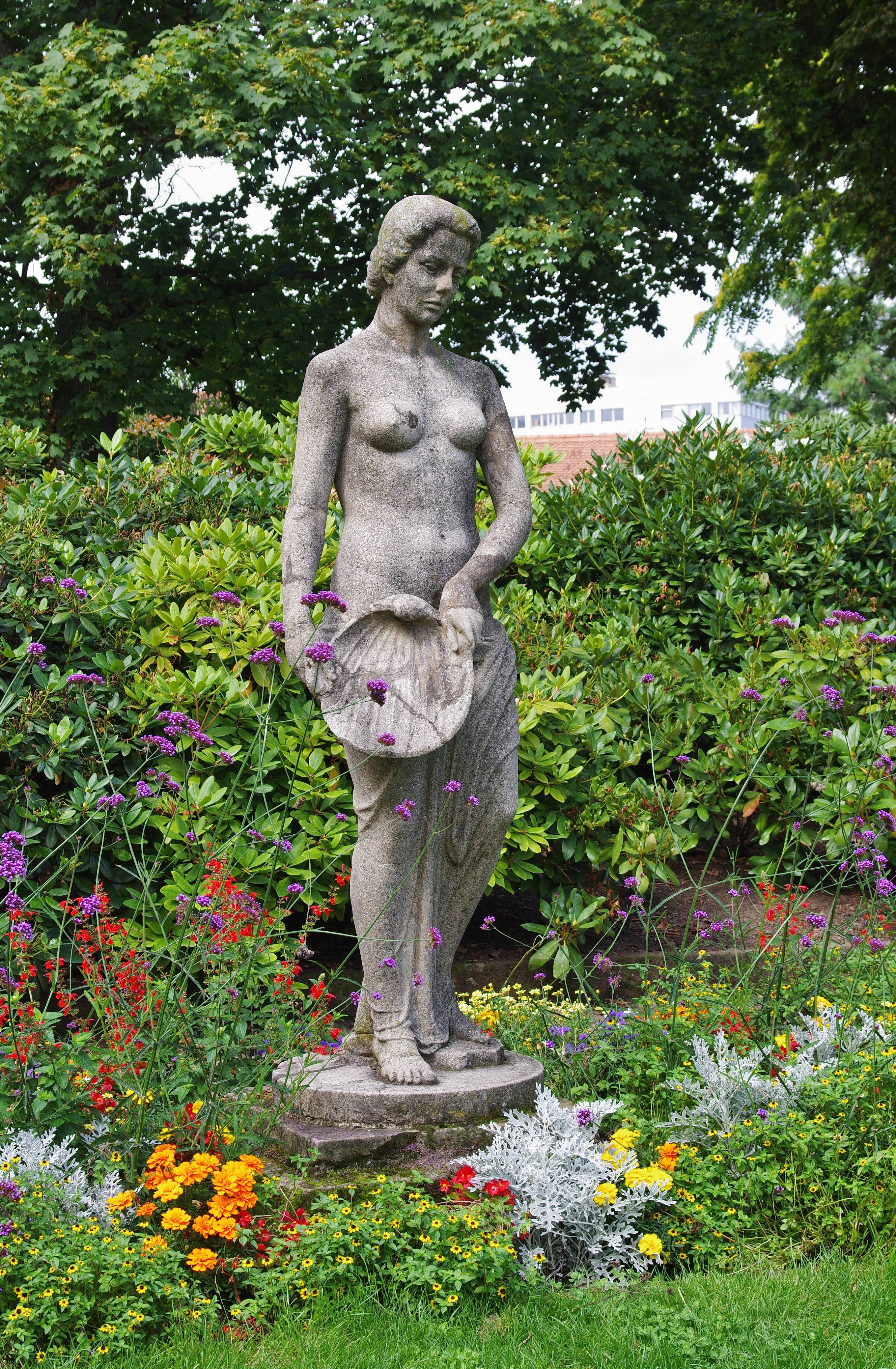
Frauenstatue

Der Park dient der Schwulenszene als Cruising-Area. Er ist zudem nicht zuletzt wegen seiner Nähe zum Freiburger Hauptbahnhof Haupttreffpunkt der Freiburger Drogenszene. Obwohl Anwohner beim Verwaltungsgericht Freiburg dagegen geklagt hatten, wurde inzwischen in der Rosastraße ein Drogenkontaktladen eingerichtet. Von 1998 bis 2014 stand über dem Brunnen vor dem Schlössle von November bis Januar ein Spiegelzelt, worin allabendlich Dinnershows mit Varietéprogramm dargeboten wurden.
2017 gründete sich eine Anlieger-Initiative, die den durch Überfälle ins Gerede gekommenen Park beleben will. So wurde die fast ein Meter hohe Mauer zum Rotteckring abgerissen und durch eine halb so hohe Mauer zum Sitzen und Liegen ersetzt. Auf der Wiese wurden Blumenrabatten angelegt. Die Umgestaltung des Rotteckrings wurde im Sommer 2018 beendet. Anfang 2019 stellte die Stadt ihre Pläne zur Umgestaltung des Parks für 2,5 Millionen Euro vor. Da u. a. geplant war an der Nordostecke wieder ein Spielplatz einzurichten, sollte der Treff für Drogengebraucher an die Nordwestecke verlegt werden, wogegen sich die dortigen Anwohner wehrten. Im Sommer 2021 hätten die Arbeiten abgeschlossen sein sollen. Im Juli 2020 teilte das Rathaus mit, dass aufgrund der angespannten Haushaltslage wegen der COVID-19-Pandemie die drei Millionen Euro teure Umgestaltung erstmal auf Eis liege. Man suche nach einer kleinen Lösung.
Im Rahmen des wegen der Pandemie entzerrten Weihnachtsmarktes 2021 gab es Stände auch im Park. So wurde das Schlössle und der Park weihnachtlich beleuchtet. Die Beleuchtung blieb auch, nachdem der Markt wegen der Pandemieauflagen vorzeitig abgebrochen wurde.